# Peroderma sardinellae
Peroderma sardinellae is een eenoogkreeftjessoort uit de familie van de Pennellidae. De wetenschappelijke naam van de soort is voor het eerst geldig gepubliceerd in 1998 door Ranjit & Bensam.